# Apohrosis
Apohrosis (en griego Αποχρώσεις «Matices») es el séptimo álbum de estudio en griego de la cantante Helena Paparizou y el décimo de toda su carrera. Es el tercer trabajo que presenta bajo la discográfica EMI Music Greece. Ha sido un álbum marcado por la pandemia de COVID-19 ya que debido a los confinamientos el álbum terminó lanzándose el 29 de enero de 2021, cuando en principio iba a ser lanzado en el año anterior.

## Lista de canciones
| N.º   | Título                                 | Escritor(es)                                         | Productor(es)            | Duración |  |
| 1.    | «Adiexodo»                             | ARCADE, Babis Samis                                  | ARCADE                   | 3:33     |  |
| 2.    | «Se Xeno Soma»                         | ARCADE, René, Pantelis "Padé" Loupasakis             | ARCADE, Padé             | 3:34     |  |
| 3.    | «Apohrosis»                            | ARCADE                                               | ARCADE                   | 3:03     |  |
| 4.    | «Mi»                                   | ARCADE, Bosorg Etemad, Damian Magand, Listen Collins | ARCADE                   | 2:54     |  |
| 5.    | «Gia Pia Agapi»                        | ARCADE                                               | ARCADE                   | 3:26     |  |
| 6.    | «Askopa Xenihtia»                      | ARCADE, Dimitris Xipolias                            | ARCADE                   | 4:02     |  |
| 7.    | «Mia Stagona Amartia»                  | ARCADE, Niki Papatheohari                            | ARCADE                   | 4:05     |  |
| 8.    | «Etsi Ine I Fasi» (feat. Sakis Rouvas) | Giannis Hristodoulopoulos                            | Hristodoulopoulos        | 3:22     |  |
| 9.    | «Kati Skoteino»                        | ARCADE                                               | ARCADE                   | 4:02     |  |
| 10.   | «Mila Mou»                             | Helena Paparizou, keepitpure, Kim Diamantopoulos     | Diamantopoulos, Levianth | 3:04     |  |
| 11.   | «Deja Vu» (feat. Marseaux)             | ARCADE, Solmeister                                   | ARCADE                   | 3:08     |  |
| 12.   | «Den Epestrepsa»                       | Xipolias, Vangelis Konstantinidis                    | ARCADE                   | 3:23     |  |
| 13.   | «Anamoni»                              | ARCADE                                               | ARCADE                   | 4:48     |  |
| 46:24 |                                        |                                                      |                          |          |  |